# 산울림 8집
《산울림 8집》은 1982년 3월 25일, 대성음반에서 발매한 대한민국의 록 밴드 산울림의 여덟 번째 정규 음반이다. 두 동생이 군에서 제대한 후 다시 뭉친 김창완, 김창훈, 김창익 삼형제가 1981년의 7집 이후 2번째로 발표한 정규 음반이다. 수록곡 중 발라드곡 〈내게 사랑은 너무 써〉와 〈회상〉이 많은 사랑을 받았다.

## 배경
1980년대 초반 대한민국은 5·18 광주 민주화 운동 이후 전두환 정권이 정권을 장악하면서 표현의 자유가 위축되고, 문화 전반에 대한 검열이 강화되었다. 이러한 사회적 분위기 속에서 록 음악은 불온한 장르로 간주되었으며, 대중음악계는 점차 발라드 중심으로 재편되었다.
산울림은 1977년 데뷔 이후 사이키델릭 록과 실험적인 사운드로 주목을 받았지만, 1980년대에 접어들면서 점차 대중성과 방송 친화적인 음악으로 노선을 전환하였다. 《산울림 8집》은 이러한 흐름을 반영한 작품으로, 발라드 곡인 〈내게 사랑은 너무 써〉와 〈회상〉이 라디오 방송을 통해 큰 인기를 얻었다. 그러나 리더 김창완은 이후 인터뷰에서 이 음반에 대해 “속 보이는 짓이었다. 내가 제일 싫어하는 앨범”이라고 회고하며, 당시의 상업적 접근에 대해 비판적인 입장을 드러냈다.
이 음반은 또한 산울림 삼형제 중 두 동생인 김창훈, 김창익이 군복무를 마치고 재결합한 이후 발표한 두 번째 정규 음반으로, 보다 가족적이고 회고적인 정서가 담겨 있는 것이 특징이다. 특히 〈회상〉은 김창훈이 작사·작곡한 곡으로, 헤어진 연인에 대한 섬세한 감정을 담고 있다. 발매 이후 산울림의 대표적인 노래로, 여러 아티스트들에 의해 커버되었다.

## 커버 아트
《산울림 8집》의 커버 아트는 김창완이 직접 그린 그림으로 구성되어 있으며, 음반의 감성적이고 실험적인 분위기와 조화를 이루는 시각적 요소로 평가받는다. 흑백 계열의 자유로운 선묘와 추상적인 구성은 당시의 한국 대중음악 음반 디자인 중에서도 이례적으로 예술적인 시도를 보여준다.
커버 아트에는 얇은 레터링과 함께 구조적인 도형, 날아가는 새의 이미지가 어우러져 있으며, 이는 김창완의 내면 세계와 음악적 실험 정신을 상징적으로 담아내고 있다는 해석도 존재한다. 이러한 시각적 표현은 단순한 음반 표지를 넘어, 음악과 미술의 융합이라는 면에서 주목을 받는다.

## 평가
| 전문가 평가       | 전문가 평가 |
| 평가 점수         | 평가 점수   |
| 출처              | 점수        |
| ----------------- | ----------- |
| LP뮤지엄          | ★★★★☆       |
| ManiaDB 유저 평점 | 8.0/10      |

《산울림 8집》은 전작들과 달리 보다 서정적이고 몽환적인 분위기를 강조하며, 팬들과 일부 평론가들로부터 “산울림의 가장 실험적인 후기작 중 하나”로 평가받는다. 김창완의 작곡과 연주가 더욱 깊이 있는 감성을 담아낸 점에서 재조명되었으며, 특히 리마스터링 이후 아날로그 감성의 정수가 담긴 작품이라는 찬사를 받기도 했다.

## 곡 목록
| #  | 제목                        | 작사·작곡 | 재생 시간 |
| -- | --------------------------- | --------- | --------- |
| 1. | 〈새야 날아〉               | 김창훈    | 5:37      |
| 2. | 〈그럴수도 있겠지〉         | 김창완    | 2:37      |
| 3. | 〈누가 그랬었나요〉         | 김창완    | 2:55      |
| 4. | 〈오늘같이 이상한 날〉      | 김창완    | 3:00      |
| 5. | 〈지금은 잘 생각나질 않네〉 | 김창완    | 2:42      |

| #  | 제목                    | 작사·작곡 | 재생 시간 |
| -- | ----------------------- | --------- | --------- |
| 1. | 〈내게 사랑은 너무 써〉 | 김창완    | 3:30      |
| 2. | 〈회상〉                | 김창훈    | 3:17      |
| 3. | 〈돌아오려므나〉        | 김창훈    | 4:46      |
| 4. | 〈사랑하니까〉          | 김창훈    | 2:52      |
| 5. | 〈지나간 이야기〉       | 김창완    | 4:09      |